# 弗兰克·沃勒
弗兰克·沃勒（英語：Frank Waller，1884年6月24日—1941年11月29日），美国男子田径运动员。他曾代表美国参加1904年夏季奥林匹克运动会田径比赛，获得男子400米和男子400米栏银牌。